# هاشم البحراني
أبُو المَكَارِمِ هَاشِمُ بْنُ سُلَيْمَانٍ بْنُ إِسْمَاعِيْلٍ المُوْسَوِّيُّ الحُسَيْنِيُّ الكِتْكَانِيُّ التُّوْبْلَانِيُّ البَحْرَانِي (القرن الحادي عشر الهجري - 1107 هـ أو 1109 هـ)؛ رجل دين ومُحَدِّث ومفسر ومُؤَرّخ شيعي بحراني، اشتهر بلقب السيد البحراني حيث يُطلق لقب السيد على المنتسبين إلى ذرية النبي محمد والبحراني نسبةً إلى البحرين، وكذلك يُعرف باسم صاحب البرهان لتأليفه كتاب البرهان في تفسير القرآن الذي يُعدّ من أشهر كتبه على الإطلاق. وأما التوبلاني أو التوبلي فهي نسبة إلى قرية توبلي البحرانية، والكتكاني نسبة إلى كتكان وهي جزء من توبلي.
وكان من كبار المُحدِّثين الشيعة وعلمائهم وفقهائهم ومنهم: تلميذه الحر العاملي، ويوسف البحراني، وعباس القمي، وحسن الدمستاني، ومحمد آل أبي شبانة، والبلادي.

## ولادته ونسبه
ولد التوبلاني البحراني في النصف الأوّل من القرن الحادي عشر الهجري بقرية توبلي في البحرين، وينتهي نسبه إلى موسى بن جعفر الكاظم، فهو هاشم بن سليمان بن إسماعيل بن عبد الجواد بن علي - المعروف بقارون الزاهد - بن سليمان بن علي بن ناصر بن سليمان بن محمد بن حسن - المرتضى - بن أحمد بن يوسف بن حمزة بن محمد بن حسين بن موسى بن علي بن جعفر بن حسين بن أحمد - الملقب بسيد السادات - بن إبراهيم المجاب بن محمد العابد بن موسى الكاظم بن جعفر الصادق بن محمد الباقر بن علي السجاد بن الحسين السبط بن علي بن أبي طالب الهاشمي القرشي.

## أساتذته
1. فخر الدين الطريحي.
2. عبد العظيم بن عباس الإسترابادي.[4]

## من تلامذته
- علي بن عبد الله المقابي البحراني.
- محمّد بن علي العطّار الحسني البغدادي.
- سليمان بن عبد الله الماحوزي.
- محمد بن الحسن الحر العاملي صاحب كتاب وسائل الشيعة.
- محمود بن عبد السلام المعني البحراني.

## من أقوال العلماء فيه
- قال الحر العاملي في أمل الآمل: «فَاضِلٌ عَالِمٌ مَاهِرٌ مُدَقِّق فَقِيْه، عارف بالتَّفسير والعربية والرجال».[6]
- وقال حسن الدمستاني في مقدمة كتاب انتخاب الجيد من تنبيهات السيد: «السيد الهمام، والسائق المقدام، المدرك ببراهين النظر غاية المرام، والبالغ للحفظ سيما للأثر حد الإبرام، حتى لو نودي الأحفظ للحديث أو مطلقا تقدم وحده ونظام الأصمعي وتقاعد ابن عقدة، ومولانا السيد هاشم ابن السيد سليمان الحسيني البحراني التوبلي، أهطل الله سبحان عليه سحائب الرضوان، وأسكنه فراديس الجنان، فإنه أرخى عنان القلم في ذلك الميدان، فسبق فرسان ذلك الزمان وإن سبق بالزمان».[7]
- وقال الشيخ يوسف البحراني في لؤلؤة البحرين: «وكان السيِّد المذكور فاضلًا محدِّثًا جامعًا، متتبِّعًا للأخبار بما لم يسبق إليه سابق سوى شيخنا المجلسي، وقد صنَّف كُتُبًا عديدة تشهد بشدَّةِ تتبُّعه واطِّلاعه».[4]
- وقال السيد ابن أبي شبانه البحراني في تتمة الأمل: «كان من جبال العلم وبحوره لم يسبقه سابق ولا لحقه لاحق في طول الباع وكثرة الاطلاع حتى العلامة المجلسي فإنه نقل عن كتب ليس في البحار لها ذكر مثل كتاب ثاقب المناقب وبستان الواعظين وإرشاد المسترشدين وتفسير محمد بن العباس الماهيار وتحفة الاخوان وكتاب الجنة والنار وكتاب السيد الرضي في مناقب أمير المؤمنين ع وأمالي المفيد النيسابوري وكتاب مقتل الثاني للشيخ علي بن طاهر الحلي وكتاب المعراج للصدوق وكتاب تولد أمير المؤمنين  لأبي مخنف وتفسير السدي وغير ذلك».
- قال الشيخ عباس القمي في سفينة النجاة: «هو العالم الجليل والمحدّث الكامل النبيل، الماهر المتتبع في الأخبار، صاحب المؤلّفات الكثيرة».[8]
- قال محسن الأمين في الأعيان: «مُحَدِّثٌ مَتَبَحِّرٌ مُؤَلِّفٌ مُكْثِرٌ».[9]
- قال النُّورِيُّ في الخاتمة: «السيِّدُ الأَجَلُّ المعروف بالعلَّامة، صاحب المؤلَّفات الشَّائعة الرَّائقة».[10]

## مؤلفاته
ترك التوبلاني إرثًا ضخمًا من الكتب ينيف على السبعين كتابًا ورسالة في مختلف العلوم، وهي مذكورة في الفهارس وكتب الرجال ومنها:
- غاية المرام وحجة الخصام في تعيين الإمام من طريق الخاص والعام. توجد منه نسخة مؤرخة بسنة 1103 هـ.
- إرشاد المسترشدين إلى ولاية أمير المؤمنين.
- الإنصاف في النص على الأئمة الأشراف.
- نهاية الآمال في ما يتم به قبول الأعمال. بحث في الإمامة.
- احتجاج المخالفين على إمامة أمير المؤمنين.
- سلاسل الحديد وتقييد أهل التقليد بما انتخب من شرح ابن أبي الحديد.
- المطاعن البكرية والمثالب العمرية من طريق العثمانية.
- نسب عمر بن الخطاب.
- البرهان في تفسير القرآن.[11]
- الهادي وضياء النادي في تفسير القرآن.
- الهداية القرآنية.
- نور الأنوار في تفسير القرآن.
- تعريف رجال من لا يحضره الفقيه.
- تنبيه الأريب وتذكرة اللبيب في إيضاح رجال التهذيب.
- هداية المستبصرين في تراجم العلماء الراجعين إلى ولاية أمير المؤمنين.
- الدمعة الساكبة.
- حلية الأبرار في أحوال محمد وآله الأطهار.
- وفيات النبيين.
- وفاة النبي.
- وفاة الزهراء.
- مقتل أبي عبد الله الحسين.
- التنبيهات. كتابٌ في تمام أبواب الفقه من الطهارة إلى الديات.
- شرح ترتيب التهذيب.
- روضة الواعظين في أحاديث الأئمة الطاهرين.
- اللباب المستخرج من كتاب الشهاب.
- ترتيب التهذيب.
- حلية النظر في فضل الأئمة الإثني عشر.
- مناقب أمير المؤمنين.
- الدر النضيد في خصائص الحسين الشهيد.
- كتاب فضل الشيعة.

## ذرّيته
رحل أبنائه إلى أصفهان بعد وفاة والدهم، وصار لهم نسل يعرف بعضهم بلقب البرهاني نسبة إلى أشهر مؤلفات والدهم وهو تفسيره المعروف البرهان في تفسير القرآن، وأبنائه هم:
1. عيسى: شارح كتاب زبدة الأصول للبهائي. قال عنه حسن الصدر في التكملة: «عَالِمٌ فَاضِلٌ مُحَقِّقٌ كَامِلٌ».[12]
2. جواد.
3. علي.

## وفاته
كانت وفاته سنة 1107 هـ بقرية النعيم من البحرين، ونقل نعشه إلى قرية توبلي ودفن في مقبرة ماتيني من مساجد القرية المشهورة، وقبره مزار معروف.

### الكُتُب(مُرَتَّبَةٌ حَسَبَ تَارِيْخِ النَّشْرِ)
- البلادي، علي (1986). أنوار البدرين ومطلع النيرين في تراجم علماء القطيف والأحساء والبحرين. منشورات مطبعة النعمان. قم: مكتبة المرعشي. ص. 136–140.
- العاملي، الحر (1385 هـ). أمل الآمل في تراجم علماء جبل عامل. منشورات مطبعة الآداب. النجف. {{استشهاد بكتاب}}: تحقق من التاريخ في: |سنة= (مساعدة)
- القمي، عباس (1397 هـ). الكنى والألقاب. منشورات مطبعة العرفان. بيروت. ج. 3. {{استشهاد بكتاب}}: تحقق من التاريخ في: |سنة= (مساعدة)
- البحراني، هاشم (1403 هـ). البرهان في تفسير القرآن. منشورات دار الكتب العلمية. بيروت: مؤسسة الرسالة. {{استشهاد بكتاب}}: تحقق من التاريخ في: |سنة= (مساعدة)
- العاملي، محسن الأمين (1403 هـ). أعيان الشيعة. منشورات دار التعارف للمطبوعات. بيروت. ج. 1–10. {{استشهاد بكتاب}}: تحقق من التاريخ في: |سنة= (مساعدة)
- الطهراني، آغا بزرك (1403 هـ). الذريعة إلى تصانيف الشيعة. منشورات دار الأضواء. بيروت. {{استشهاد بكتاب}}: تحقق من التاريخ في: |سنة= (مساعدة)
- الصدر، حسن (1406 هـ). تكملة أمل الآمال. منشورات دار المؤرخ العربي‌. بيروت. ج. 6. {{استشهاد بكتاب}}: تحقق من التاريخ في: |سنة= (مساعدة)
- القزويني، عبد النبي (1407 هـ). تتميم أمل الآمل. منشورات مكتبة آية الله المرعشي النجفي. قم. {{استشهاد بكتاب}}: تحقق من التاريخ في: |سنة= (مساعدة)
- الموسوي، محمد باقر (1412 هـ). روضات الجَنَّات. منشورات دار الكتب الإسلامية. ج. 8. {{استشهاد بكتاب}}: تحقق من التاريخ في: |سنة= (مساعدة)
- النوري، حسين (1415 هـ). خاتمة مستدرك الوسائل. منشورات مؤسسة آل البيت. قم. ج. 2. {{استشهاد بكتاب}}: تحقق من التاريخ في: |سنة= (مساعدة)
- البحراني، يوسف (1429 هـ). لؤلؤة البحرين في الإجازة لقرتي العينين. منشورات مكتبة فخراوي. البحرين. {{استشهاد بكتاب}}: تحقق من التاريخ في: |سنة= (مساعدة)
- الناصري، محمد باقر (1429 هـ). المزارات في البحرين. منشورات مكتبة قريش. البحرين. {{استشهاد بكتاب}}: تحقق من التاريخ في: |سنة= (مساعدة)